# فرانكي فيركواتيرين
فرانسوا فيركواتيرين، من مواليد 28 أكتوبر 1956 في بروكسل في بلجيكا، لاعب كرة قدم بلجيكي سابق، ومدرب كرة قدم حالي يدرب حالياً نادي الباطن السعودي .
بدأ مسيرته الكروية مع نادي أندرلخت البلجيكي في عام 1975، ولعب معهم حتى عام 1987، وفي عام 1987 انتقل إلى نادي نانت الفرنسي، ولعب معهم حتى عام 1990، وفي عام 1990 انتقل إلى نادي مولنبيك، ولعب معهم حتى عام 1993.
و قد لعب مع منتخب بلجيكا لكرة القدم 63 مباراة دولية.
و بعد أن أعتزل كرة القدم، توجه إلى التدريب ودرب ناشئي نادي براين في موسم 1993/1994، وانتقل إلى تدريب ناشئي نادي ميشيلين بين عامي 1994 و1997، ودرب الفريق الأول في موسم 1997/1998، وفي عام 1998 انتقل إلى نادي أندرلخت وعمل كمساعد للمدرب، وفي عام 1999 عمل كمساعد للمدرب حتى عام 2005، حيث استلم مهام الفريق، ودربهم حتى عام 2007.

## مسيرته الكروية
لعب فرانكي فيركواتيرين خلال مسيرته الاحترافية مع 3 أندية في ثمانية عشر موسمًا وسجل خلالها 116 هدف ضمن 495 مباراة. حيث فاز في موسم واحد بالكأس وفي أربعة مواسم بالدوري.
خاض فرانكي فيركواتيرين مسيرته مع نادي رويال أندرلخت في موسم 1975–76 ليلعب معه اثنا عشر موسمًا، مشاركًا في 367 مباراة سجل خلالها 93 هدفًا. ثم انتقل إلى نادي نانت في موسم 1987–88 واستمر معه طيلة ثلاثة مواسم، حيث شارك في 78 مباراة سجل خلالها 19 هدفًا. لينتقل بعدها إلى نادي ريسنغ وايت ديرنغ مولنبيك في موسم 1990–91 واستمر معه طيلة ثلاثة مواسم، مشاركًا في 50 مباراة سجل خلالها 4 أهداف.

## روابط خارجية
- فرانكي فيركواتيرين على موقع الاتحاد الدولي (مؤرشف)  (الإنجليزية)
- فرانكي فيركواتيرين على موقع الاتحاد الأوربي (الإنجليزية)
- فرانكي فيركواتيرين على موقع الاتحاد البلجيكي (الإنجليزية)
- فرانكي فيركواتيرين على موقع قاعدة بيانات كرة القدم.إي يو (الإنجليزية)
- فرانكي فيركواتيرين على موقع ناشيونال فوتبول تيمز (الإنجليزية)
- فرانكي فيركواتيرين على موقع عالم كرة القدم.نت (الإنجليزية)
- فرانكي فيركواتيرين على موقع كووورة